# 渡千枝
渡 千枝（わたり ちえ）は、日本のホラー漫画家。大阪府守口市生まれ。1981年、別冊フレンドの「おじゃまむしブルース」でデビュー。

## 作品
- 『幻の9階』（1993年2月13日、講談社）
  - 幻の9階
  - 二度殺された女
  - 疑惑の果てに
  - 鏡